# Árabe neyedí
El árabe neyedí (اللهجة النجدية) o najdi es una variedad de árabe hablada en la región de Néyed en Arabia Saudí.
Hay tres dialectos principales del árabe neyedí.
1. Neyedí septentrional, hablado en las regiones de Ha'il y al-Qassim, en el Néyed.
2. Neyedí central, hablado en la ciudad de Riad y ciudades y comunidades agrícolas cercanas. También se denomina neyedí urbano, pues es el que se habla en la capital.
3. Neyedí meridional, hablado en la ciudad de al-Jarŷ y pueblos circundantes, y en el desierto de Rub al-Jali.